# Христо Игнатов
Христо Георгиев Игнатов е български диригент и музикален педагог, професор в Националната музикална академия.

## Биография
Роден е през 1948 г. в София. През 1968 г. завършва Националното музикално училище „Любомир Пипков“ в София със специалност „пиано“ в класа на Лина Попова, а през 1975 г. – оркестрово дирижиране в Националната музикална академия „Проф. Панчо Владигеров“ в класа на проф. Влади Симеонов.
Започва творческия си път като диригент в Бургарската филхармония. През 1984 г. специализира в Болшой театър при проф. Юрий Симонов. В периода 1979 – 1985 г. е главен диригент на Оперния театър и симфоничния оркестър в Сливен. От 1985 г. е диригент във Варненската опера, на която става Главен художествен ръководител и директор през 1991 г. В периода 1988 – 1990 г. е хоноруван преподавател към Вокалния факултет на Националната музикална академия, от 1990 до 1999 г. е щатен преподавател към Вокалния факултет, от 2000 г. – доцент, а от 2014 г. – професор в катедра „Музикално-сценично изкуство“, доктор по музикознание и музикално изкуство. От 1999 до 2010 г. е главен директор на Оперно-филхармоничното дружество във Варна, сформирано от Варненската филхармония и Варненската опера. През 2013 г. защитава докторат на тема „Музикалната драматургия при изграждането на оперния спектакъл през погледа на диригента“.
Репертоарът на Христо Игнатов е изключително богат и включва всички най-значими произведения на оперната и симфонична класика – оперите „Аида“, „Набуко“, „Отело“, „Дон Карлос“, „Бал с маски“, „Силата на съдбата“, „Риголето“, „Травиата“, „Трубадур“, „Атила“ от Верди, „Турандот“, „Тоска“, „Мадам Бътерфлай“, „Бохеми“ от Пучини, „Кармен“ от Бизе, „Дон Жуан“, „Сватбата на Фигаро“ и „Така правят всички“ от Моцарт, „Любовен еликсир“, „Дъщерята на полка“, „Дон Паскуале“ и „Лучия ди Ламермур“ от Доницети, „Свилският бръснар“ и „Турчинът в Италия“ от Росини, „Борис Годунов“ от Мусоргски, „Евгений Онегин“ от Чайковски, „Селска чест“ от Маскани, „Палячи“ от Леонкавало и други; симфонични произведения от Бетовен, Чайковски, Шуберт, Хайдн, Моцарт, Дмитрий Шостакович, Дворжак, Менделсон, Брамс и други.
Реализира над 2000 спектакъла в страната и чужбина, 40 от които – премиерни. Многобройните му задгранични гастроли са във всички европейски страни, Обединените арабски емирства, Русия, САЩ.
След продължително боледуване умира на 10 септември 2019 г.